# Кириллова, Лариса Николаевна
Лариса Николаевна Кири́ллова (Котова) (р. 1943) — российский советский живописец и педагог, Заслуженный художник РСФСР (1987), член-корреспондент АХ СССР (1988), действительный член Российской академии художеств (2001), член Санкт-Петербургского Союза художников (до 1992 года — Ленинградской организации Союза художников РСФСР). Директор Санкт-Петербургского государственного академического художественного лицея .

## Биография
Лариса Николаевна Кириллова (Котова) родилась 12 декабря 1943 года в Новосибирске. В 1962 году окончила в Ленинграде Среднюю художественную школу и поступила на живописный факультет ЛИЖСА имени И. Е. Репина. В 1968 году окончила институт по мастерской В. М. Орешникова с присвоением квалификации художника живописи. Дипломная работа — картина «На поле».
В 1971—1974 годах работала в творческой мастерской АХ СССР под руководством В. М. Орешникова. С 1973 года начала преподавать в Средней Художественной школе при ЛИЖСА имени И. Е. Репина (ныне — лицей имени Б. В. Иогансона РАХ), директор с 1988 года. Одновременно работала творчески, преимущественно в жанре портрета и тематической картины. Участвовала в выставках с 1969 года. Для творчества Кирилловой характерно обращение к вечным темам искусства — материнству, семье, красоте человека, раскрываемым в женских образах современниц. Среди произведений, созданных Л. Н. Кирилловой, картины «В субботний вечер» (1970), «Портрет доярки Л. Тур» (1971), «Девушка с граблями», «Колхозницы» (обе 1973), «Автопортрет» (1974), «Портрет Д. А. Куровой», «На прополке» (обе 1976), «У вишни», «Молодая мать» (обе 1977), «Сенокос. Отдых» (1980), «Катя у пианино» (1981), «Девочка у окна» (1986), «Счастье» (1987), «Сенокос» (1989), «Портрет дочери. Катя» (1994), «Искусство» (1996) и другие.
Лариса Николаевна Кириллова является действительным членом РАХ, а также действительным членом Петровской Академии наук и искусств. Её произведения находятся в Русском музее, Третьяковской галерее, в художественных музеях и частных собраниях в России и за рубежом.

## Награды и премии
- Заслуженный художник РСФСР (1987)
- Государственная премия РСФСР имени И. Е. Репина (1987) за картины «Девочка у окна», «На реке. После работы»
- Серебряная медаль АХ СССР (1976)

## Галерея

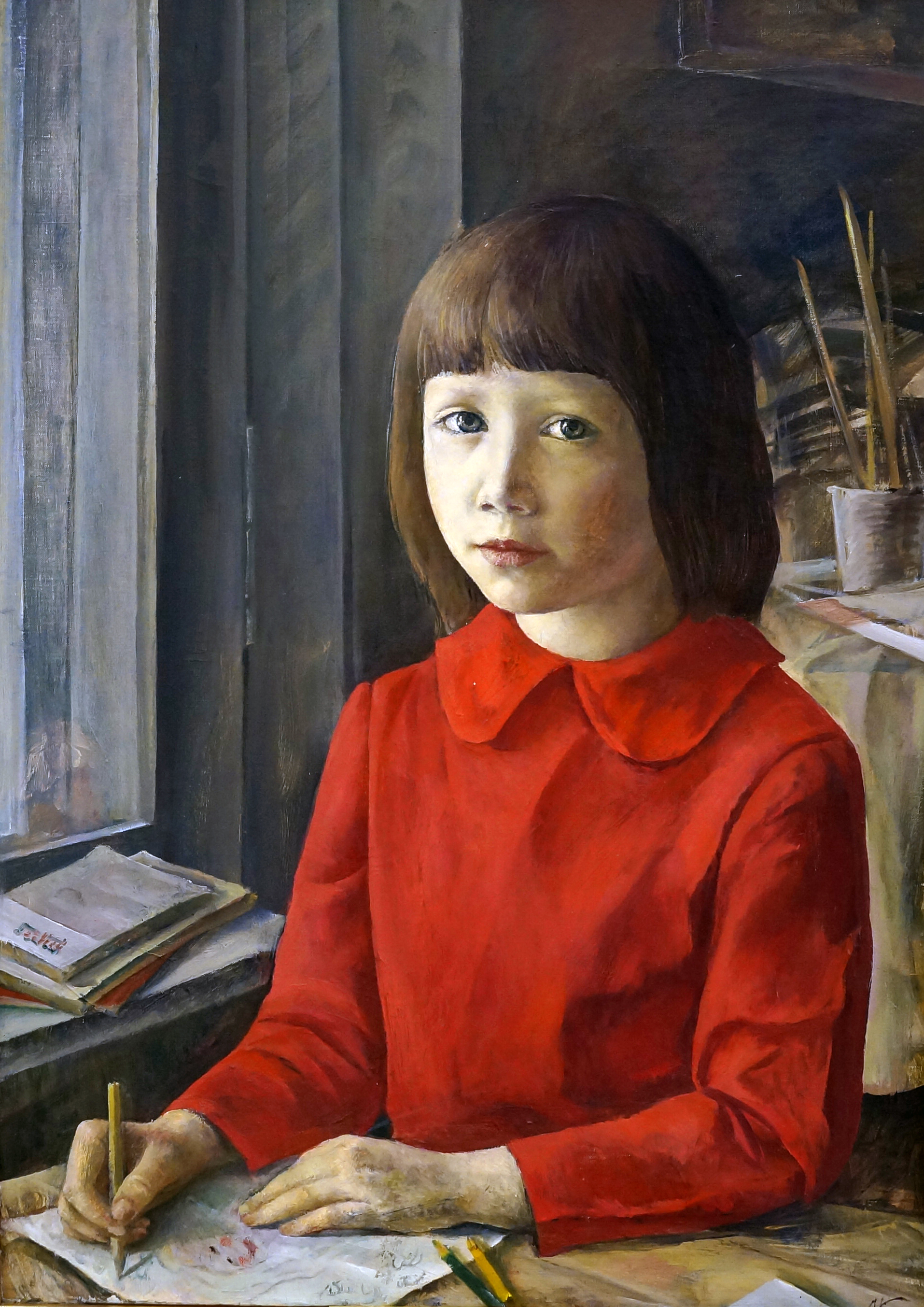
«Катя», 1976. Сочинский художественный музей, Россия

## Выставки
- 1975 год (Ленинград): Наш современник. Зональная выставка произведений ленинградских художников 1975 года.
- 1975 год (Москва): Советская Россия. Пятая республиканская художественная выставка 1975 года.
- 1976 год (Ленинград): Портрет современника. Пятая выставка произведений ленинградских художников 1976 года.
- 1980 год (Ленинград): Зональная выставка произведений ленинградских художников 1980 года.
- 1997 год (Санкт-Петербург): Выставка «Связь времён. 1932—1997. Художники — члены Санкт-Петербургского Союза художников России. К 65-летию Санкт-Петербургского Союза художников» в ЦВЗ «Манеж».